# Crystallozyga alicia
Crystallozyga alicia är en fjärilsart som beskrevs av Edward Meyrick 1937. Crystallozyga alicia ingår i släktet Crystallozyga och familjen mott. Inga underarter finns listade i Catalogue of Life.